# 마이크로소프트 365 코파일럿
마이크로소프트 365 코파일럿(Microsoft 365 Copilot)은 마이크로소프트 365 애플리케이션과 서비스를 위한 인공지능 보조 기능이다.
2023년 3월 16일 마이크로소프트가 발표한 이 도구는 오픈AI의 고급 GPT-4 대형 언어 모델(LLM) 위에서 빌드되며 사용자의 텍스트 입력을 마이크로소프트 365 앱(예: 마이크로소프트 워드, 마이크로소프트 엑셀, 마이크로소프트 파워포인트, Outlook.com, 마이크로소프트 팀즈)로 변환하기 위해 마이크로소프트 그래프를 통합한다. 코파일럿은 사용자의 생산성에 초점을 두고 광고되고 있으며 2023년 3월 16일 기준으로 20명의 초기 테스터들이 있었다. 환각과 인종 및 성차별을 포함, 챗봇에 관한 대중적인 걱정이 있긴 하지만 전문가들은 코파일럿이 마이크로소프트 사용자들의 작업과 협업 방식에 변화를 줄 것이라 믿고있다.